# Psychotria agamae
Psychotria agamae är en måreväxtart som beskrevs av Elmer Drew Merrill. Psychotria agamae ingår i släktet Psychotria och familjen måreväxter. Inga underarter finns listade i Catalogue of Life.